# باد پیرمونت
شهر باد پیرمونت در ایالت نیدرزاکسن در کشور آلمان واقع شده است.